# Jeff Green (kosárlabdázó)
Jeffrey Lynn Green (Cheverly, 1986. augusztus 28. –) amerikai kosárlabdázó, a Houston Rockets játékosa a National Basketball Associationben (NBA).
Három évig játszott egyetemi kosárlabdát, a Georgetown Hoyas színeiben. Edzője a legokosabb játékosnak nevezte, akivel valaha dolgozott. 2005-ben főcsoportja legjobb újoncának nevezték, majd a következő szezonban beválasztották a második legjobb csapatba. 2007-ben az év játékosa lett, All-American elismeréseket kapott és bejelentette, hogy részt vesz a 2007-es NBA-drafton.
A drafton ötödik helyen választotta ki a Boston Celtics, ahonnan azonnal a Seattle SuperSonics csapatába küldték más játékosokkal együtt Ray Allenért és Glen Davisért. Három és fél évet töltött a csapat színeiben és beválasztották a legjobb újoncok közé első szezonjában, mielőtt visszatért Bostonba. 2015-ben a Memphis Grizzlies csapatába küldték, ahol mindössze egy évet játszott, leszerződtette a Los Angeles Clippers. Itt se maradt sokáig, hat hónappal később már az Orlando Magic játékosa volt. Ezt követően is közel évente váltott csapatokat: játszott még a Cleveland Cavaliers, a Washington Wizards, a Utah Jazz, a Houston Rockets, a Brooklyn Nets és a Denver Nuggets színeiben. 2012-ben át kellett esnie egy nyitott szívműtéten.

## Statisztika

### NBA

#### Alapszakasz
| Év         | Csapat                | JM   | KM  | JP/M | MG%  | 3P%  | BD%  | LP/M | GP/M | L/M | B/M | P/M  |
| ---------- | --------------------- | ---- | --- | ---- | ---- | ---- | ---- | ---- | ---- | --- | --- | ---- |
| 2007–2008  | Seattle SuperSonics   | 80   | 52  | 28,2 | .427 | .276 | .744 | 4,7  | 1,5  | 0,6 | 0,6 | 10,5 |
| 2008–2009  | Oklahoma City Thunder | 78   | 77  | 36,8 | .446 | .389 | .788 | 6,6  | 2,0  | 1,0 | 0,4 | 16,5 |
| 2009–2010  | Oklahoma City Thunder | 82   | 82  | 37,1 | .453 | .333 | .740 | 6,0  | 1,6  | 1,3 | 0,9 | 15,1 |
| 2010–2011  | Oklahoma City Thunder | 49   | 49  | 37,0 | .437 | .304 | .818 | 5,6  | 1,8  | 0,8 | 0,4 | 15,2 |
| 2010–2011  | Boston Celtics        | 26   | 2   | 23,4 | .485 | .296 | .794 | 3,3  | 0,7  | 0,5 | 0,6 | 9,8  |
| 2011–2012  | Boston Celtics        | 81   | 17  | 27,8 | .467 | .385 | .808 | 3,9  | 1,6  | 0,7 | 0,8 | 12,8 |
| 2012–2013  | Boston Celtics        | 82   | 82  | 34,2 | .412 | .341 | .795 | 4,6  | 1,7  | 0,7 | 0,6 | 16,9 |
| 2014–2015  | Boston Celtics        | 33   | 33  | 33,1 | .434 | .305 | .840 | 4,3  | 1,6  | 0,8 | 0,4 | 17,6 |
| 2014–2015  | Memphis Grizzlies     | 45   | 37  | 30,2 | .427 | .362 | .825 | 4,2  | 1,8  | 0,6 | 0,5 | 13,1 |
| 2015–2016  | Memphis Grizzlies     | 53   | 31  | 29,1 | .431 | .309 | .800 | 4,5  | 1,8  | 0,8 | 0,4 | 12,2 |
| 2015–2016  | Los Angeles Clippers  | 27   | 10  | 26,3 | .427 | .325 | .615 | 3,4  | 1,5  | 0,7 | 0,8 | 10,9 |
| 2016–2017  | Orlando Magic         | 69   | 11  | 22,2 | .394 | .275 | .863 | 3,1  | 1,2  | 0,5 | 0,2 | 9,2  |
| 2017–2018  | Cleveland Cavaliers   | 78   | 13  | 23,4 | .477 | .312 | .868 | 3,2  | 1,3  | 0,5 | 0,4 | 10,8 |
| 2018–2019  | Washington Wizards    | 77   | 44  | 27,2 | .475 | .347 | .888 | 4,0  | 1,8  | 0,6 | 0,5 | 12,3 |
| 2019–2020  | Utah Jazz             | 30   | 2   | 18,4 | .385 | .327 | .778 | 2,7  | 0,7  | 0,4 | 0,3 | 7,8  |
| 2019–2020  | Houston Rockets       | 18   | 2   | 22,6 | .564 | .354 | .857 | 2,9  | 1,7  | 0,8 | 0,5 | 12,2 |
| 2020–2021  | Brooklyn Nets         | 68   | 38  | 27,0 | .492 | .412 | .776 | 3,9  | 1,6  | 0,5 | 0,4 | 11,0 |
| 2021–2022  | Denver Nuggets        | 75   | 63  | 24,7 | .524 | .315 | .833 | 3,1  | 1,3  | 0,4 | 0,4 | 10,3 |
| 2022–2023† | Denver Nuggets        | 56   | 4   | 19,5 | .488 | .288 | .744 | 2,6  | 1,2  | 0,3 | 0,3 | 7,8  |
| 2023–2024  | Houston Rockets       | 78   | 6   | 16,8 | .456 | .331 | .819 | 2,3  | 0,9  | 0,2 | 0,4 | 6,5  |
| 2024–2025  | Houston Rockets       | 32   | 3   | 12,4 | .504 | .367 | .808 | 1,8  | 0,6  | 0,2 | 0,1 | 5,4  |
| Karrier    | Karrier               | 1217 | 660 | 27,3 | .450 | .338 | .804 | 4,0  | 1,5  | 0,6 | 0,5 | 11,8 |

#### Rájátszás
| Év      | Csapat                | JM  | KM | JP/M | MG%  | 3P%  | BD%  | LP/M | GP/M | L/M | B/M | P/M  |
| ------- | --------------------- | --- | -- | ---- | ---- | ---- | ---- | ---- | ---- | --- | --- | ---- |
| 2010    | Oklahoma City Thunder | 6   | 6  | 37,3 | .329 | .296 | .850 | 4,7  | 1,7  | 0,7 | 0,5 | 11,8 |
| 2011    | Boston Celtics        | 9   | 0  | 19,2 | .434 | .438 | .722 | 2,7  | 0,2  | 0,6 | 0,4 | 7,3  |
| 2013    | Boston Celtics        | 6   | 6  | 43,0 | .435 | .455 | .844 | 5,3  | 2,3  | 0,3 | 0,7 | 20,3 |
| 2015    | Memphis Grizzlies     | 11  | 2  | 27,0 | .333 | .222 | .846 | 4,7  | 1,7  | 0,5 | 0,5 | 8,9  |
| 2016    | Los Angeles Clippers  | 6   | 1  | 26,5 | .457 | .400 | .600 | 3,2  | 0,7  | 1.0 | 0,3 | 10,2 |
| 2018    | Cleveland Cavaliers   | 22  | 2  | 23,8 | .408 | .300 | .717 | 2,4  | 1,5  | 0,3 | 0,7 | 7,7  |
| 2020    | Houston Rockets       | 12  | 0  | 28,4 | .495 | .426 | .824 | 5,0  | 1,6  | 0,5 | 0,5 | 11,6 |
| 2021    | Brooklyn Nets         | 6   | 1  | 24,7 | .485 | .556 | .875 | 2,8  | 1,7  | 0,5 | 0,3 | 8,2  |
| 2022    | Denver Nuggets        | 5   | 5  | 22,6 | .353 | .375 | .800 | 3,6  | 0,4  | 0,6 | 0,4 | 3,8  |
| 2023†   | Denver Nuggets        | 20  | 0  | 17,2 | .452 | .321 | .895 | 1,6  | 0,7  | 0,3 | 0,4 | 4,1  |
| Karrier | Karrier               | 103 | 23 | 25,0 | .416 | .365 | .786 | 3,2  | 1,2  | 0,4 | 0,5 | 8,5  |